# Potentilla sterilis

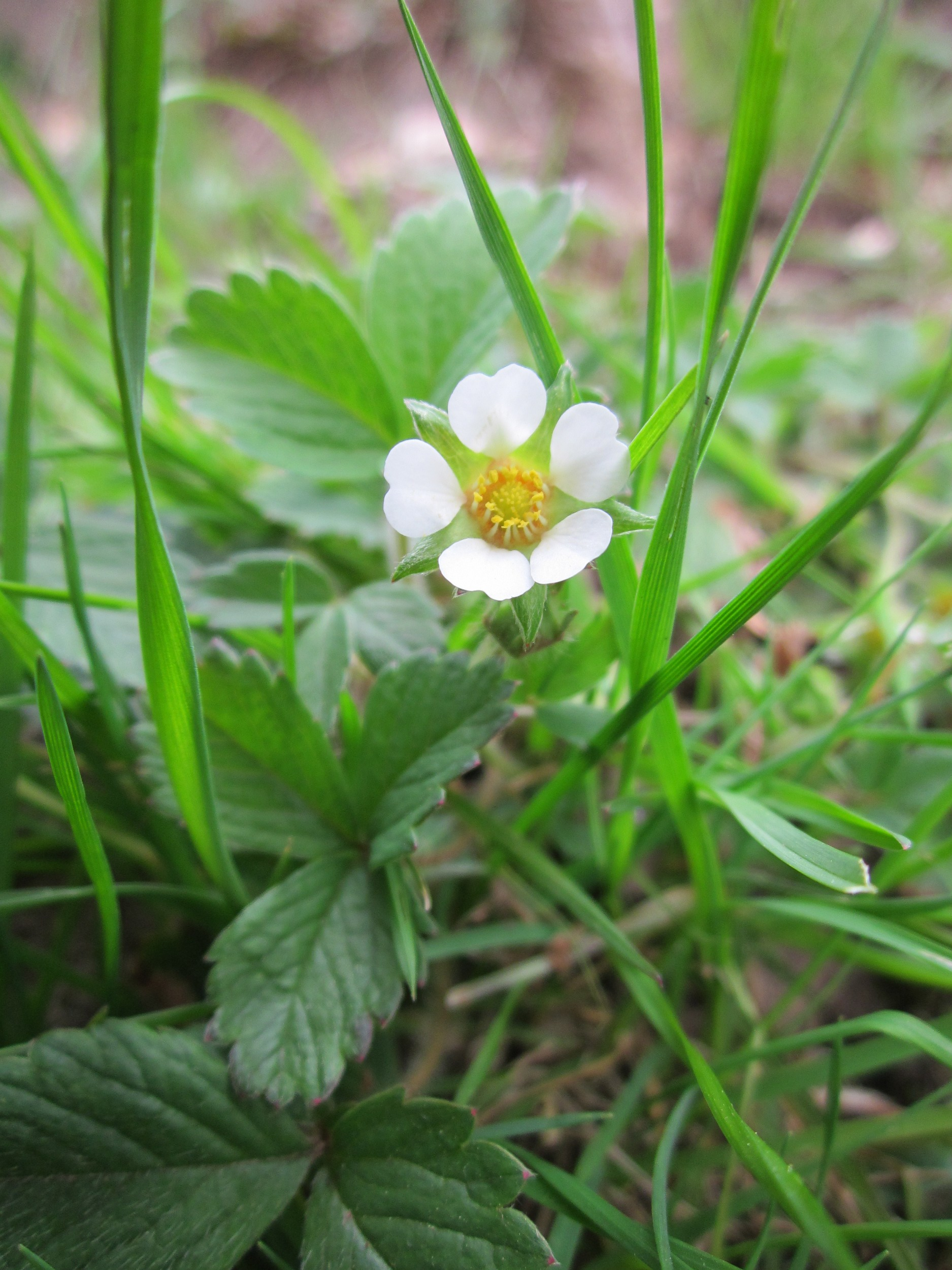
Vista de la planta con flor

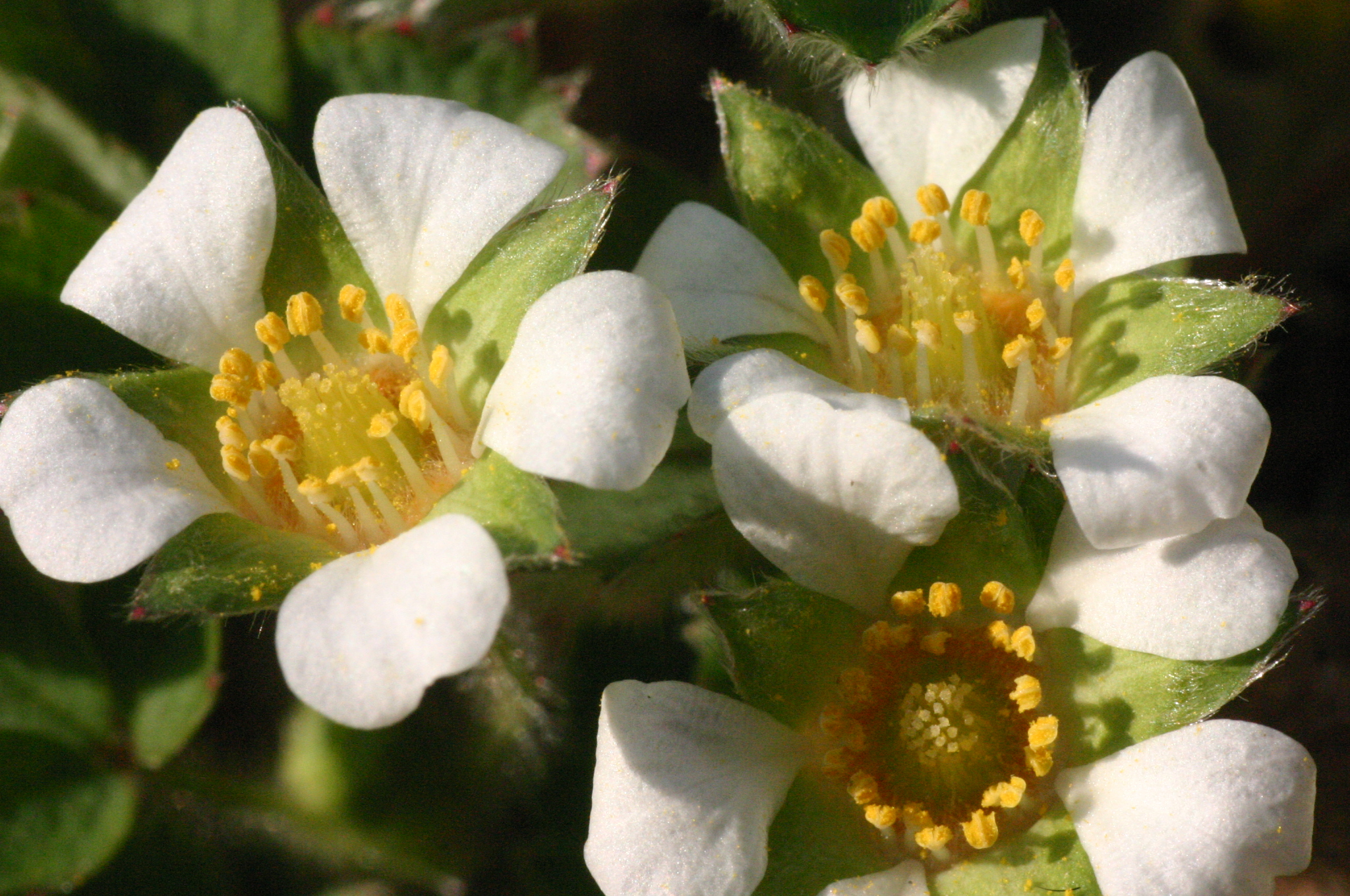
Flor

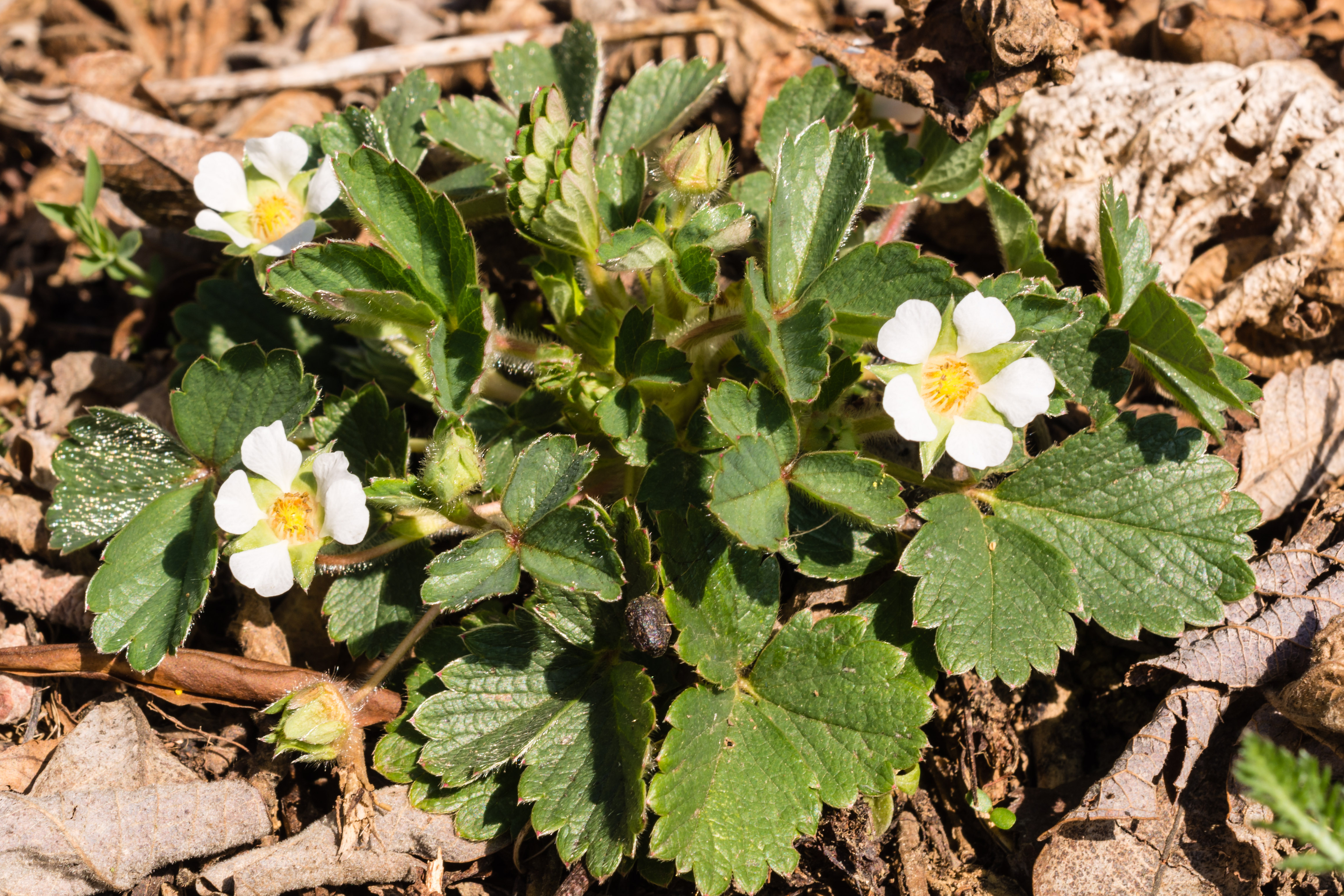
En su hábitat

Potentilla sterilis, llamada  falsa fresa, es una planta vivaz de la familia Rosaceae. Recibe este nombre porque es casi idéntica a la verdadera fresa, Fragaria vesca, excepto en sus infrutescencias, que no son carnosas.

## Descripción y diferencias con el fresal
Es una planta herbácea, perenne y acaule, a menudo cespitosa. Forma pequeñas macollas por la ramificación del rizoma y a veces emite estolones cortos.  El rizoma  es corto, ramificado, del que brotan hacia arriba las hojas y los pedicelos que sostienen las inflorescencias. Las raíces principales son cortas, rígidas y tortuosas, de epidermis oscura.  
Las hojas son compuestas, palmeadas trifoliadas, con el envés velloso y plateado, el haz verde grisáceo, ambos rasgos distintivos frente al color verde, más o menos intenso pero siempre neto por ambas caras de las hojas de F. vesca. El margen es aserrado y está recorrido por una hilera de pelos patentes, del mismo color que los del envés. Los lóbulos son anchos y redondeados, algo mucronados, el terminal típicamente más corto que los dos laterales.  El pecíolo es tan largo como dos veces la longitud de las hojas, en la base tiene dos estípulas lanceoladas, verdes.  
Sus flores son blancas, con cinco pétalos de forma variable, algo escotados en el extremo, nunca solapados, a diferencia de las flores del fresal, que  tiene a menudo más de cinco pétalos en las flores y éstos son de margen entero, no escotado y solapados entre ellos.  Miden 8-12 mm de diámetro y se encuentran  agrupadas en cimas muy laxas, de 1 a 4 flores, en pedicelos más o menos tendidos. Los estambres, situados sobre un disco nectarífero hacia la base de los sépalos forman un círculo neto, a diferencia de los de las flores del fresal que están distribuidos de forma más abierta.  
Los frutos son aquenios, y se asientan en un receptáculo no carnoso, a diferencia de las fresas, que lo tienen acrescente y carnoso.
Es una planta melífera (productora de miel).  

## Distribución y hábitat
Espontánea en el oeste, centro y sur de Europa, en zonas de clima atlántico o mediterráneo subhúmedo, desde el nivel del mar hasta el piso subalpino.
Aprecia la mediosombra, los suelos bastante frescos y profundos, más bien neutros. 
Se la encuentra en los bosques de planifolios y en sus claros.

## Taxonomía
Potentilla sterilis fue descrita por (L.) Garcke y publicado en Magazin für die Neuesten Entdeckungen in der Gesammten Naturkunde, Gesellschaft Naturforschender Freunde zu Berlin 7: 291. 1816.
Etimología
Potentílla: nombre genérico que deriva del latín postclásico potentilla, -ae de potens, -entis, potente, poderoso, que tiene poder; latín -illa, -illae, sufijo de diminutivo–. Alude a las poderosas presuntas propiedades tónicas y astringentes de esta planta. 
sterilis: epíteto latíno que significa "estéril".
Sinonimia
- Comarum fragarioides Roth
- Dactylophyllum fragariastrum Ehrh. ex Spenn.
- Fraga sterilis (L.) Lapeyr.
- Fragaria praecox Salisb.
- Fragaria praecox Kit. ex Tratt.
- Fragaria sicca Gilib.
- Fragaria sterilis L.
- Fragariastrum sterile (L.) Schur
- Potentilla emarginata Desf.
- Potentilla fragaria Poir.
- Potentilla fragariastrum Ehrh. ex Pers.
- Potentilla fragariifolia C.C.Gmel.
- Potentilla fragarioides Vill.
- Potentilla gunneri Hartm.
- Potentilla prostrata Moench
- Potentilla sicca Gilib. ex Samp.
- Potentilla sterilis var. fragariastrum Ehrh. ex Fiori
- Potentilla villosa Dulac
- Tormentilla fragaroides Raf.
- Tormentilla obovatifolia Stokes[6]